# Rhonarderzug
Der Rhonarderzug liegt etwa drei Kilometer südöstlich von Olpe in der Nähe der Siedlung Rhonard am gleichnamigen Berg. Er gilt als einer der erzreichsten Berge in Deutschland, der Rhonarderzug war eine der bedeutendsten Erzlagerstätten im Herzogtum Westfalen. Es wurde vor allem Kupfer gewonnen. Die Grubenhalde steht heute als Naturschutzgebiet Grubenhalde Rhonard unter Schutz.

## Geographie und Geologie
Die Siedlung Rhonard (Rodenhart) wurde 1383 erstmals schriftlich erwähnt. Etwa 400 m vom Ort entfernt lag die Grube Grünseifen, die 1668 im Besitz von Bergmeister Engelhardt war. Ziel war die Gewinnung von Silber, Blei, Kupfer und Eisen. Allerdings erwies sich die Wasserhaltung als unmöglich.
Deutlich bedeutender waren die Vorkommen des Rhonarderzuges. Dieser lag etwa 500 m nördlich der Grube Grünseifen. Er schließt etwa 1,5 km nordöstlich des Altenbergerzuges an und zieht sich fast bis Littfeld im Kreis Siegen-Wittgenstein. Der Gangzug verläuft unterhalb der Höhe des Berges Rhonard im Wesentlichen in westöstlicher Richtung. Die Länge des Zuges beträgt etwa vier Kilometer. Zu unterscheiden sind als Abbaugebiete die Grube Neue Rhonard, die Grube Vereinigte Rhonard sowie einige weitere kleinere Gruben. Die Grube Neue Rhonard förderte seit den 1860er-Jahren als einzige Grube in Deutschland Quecksilber. Der Betrieb wurde allerdings bereits 1873 wieder eingestellt. Die Bezeichnung „Vereinigte Rhonard“ stammt ebenfalls aus dem 19. Jahrhundert, aber die Geschichte reicht weit zurück. Wahrscheinlich gab es bereits im Mittelalter Erzabbau. Darauf weisen Anzeichen an den ältesten Gruben hin. Allerdings hat noch keine wirkliche montanarchäologische Untersuchung stattgefunden. Belegbar ist Bergbau dort ab 1552.
Im Kern wurden die Erze des Hauptganges abgebaut. Dieser führte im Liegenden wie im Hangenden Kupferkies. Daneben wurden Nickel, Kobalt, Wismut, Bleiglanz und Eisenerz gefunden. Gegen Ende des 19. Jahrhunderts waren mehrere Erzzüge bekannt. In der Grube Vereinigte Rhonard gab es den Stollentrumm mit einer Mächtigkeit von 0,15 m aus Spateisenstein, Kupferkies und Quarz. Der Catharinenzug ist etwa 1,2 m mächtig und führt ähnliches Gestein. Der Hauptgang schließlich teilt sich gegen Osten in drei Trümmer mit den Bezeichnungen Beck-, Brenzler- und Hauptgang. Der Hauptgang ist etwa 1,2 bis 2,4 m mächtig. Er enthält Braun- und Spateisenstein, Kupferkies und gesäuerte Kupfererze, gediegenes Kupfer, Kupfernickel und Nickelocker. Der Felicitasgang im Hangenden des Hauptganges führt Kupferkies und Quarz.

## Frühphase
Die erste Nachricht über Bergbau stammt aus dem Jahr 1552. Diese legt nahe, dass schon zu dieser Zeit, wie noch im 18. Jahrhundert, die Erzbischöfe von Köln und die Grafen von Nassau an dem Bergbau beteiligt waren. Im konkreten Fall ging es um den Schacht Nasse Brüder, der am oberen Ende des Gangzuges lag und andere Gewerken als die anderen Teile des Rhonard hatte. Bekannt ist, dass 1562 bis mindestens 1569 Graf Johann von Nassau, Graf Hermann von Neuenahr und Hermann von Hatzfeld Mitbesitzer des Rhonardszuges waren. Die Gewerken stellten einen Fachmann für die Leitung der Grube an. Im Jahr 1567 waren immerhin sechs Bergleute, zwei Wäscher und zwei Bergschmiede beschäftigt. Für die Aufarbeitung des Kupfererzes waren viele Anlagen über Tage nötig. Problematisch erwies sich schon zu dieser Zeit, die nötige Holzkohle zu beschaffen. Die Gewerken führten 1562 Klage gegen Friedrich von Fürstenberg, weil dieser Holzkohle ins benachbarte Siegerland verkaufte.
Im Lagerbuch des Herzogtums Westfalen heißt es 1596:

„Die zwey erste Quartal wie der Zechetner angibt, hats gegen 150 Reichstaler. Dis nachfolgend hat der berckmeister eingeben wie volgt: Erstlichen an Garkupfer von dem berckwerken die ander und dritte massen genannt, so der bergmeister Caspar Vischer uf den alten Romart alllein bauet, hat gemacht 66 Zentner 3 pfund … Hendrich Khrafft so die alte fundgruben auf der Romart pauet, hat gemacht 19 Zentner 28 pfund … Clement Reube auf dem zuvor genannten Romart hat gemacht 2 1/2 Zentner … Bürgermeister Petter Khlünzig und Johan Kip haben zuvor genanntem Romart gemacht 15 Zentner 16 pfund ….“

Für die Ausbeute aus dem Rhonard für die Zeit nach 1600 gibt es unterschiedliche Angaben. Dabei war die Behauptung des Niedergangs der Grube wahrscheinlich eine interessengeleitete Fehlinterpretation. Für die anhaltende Bedeutung spricht, dass 1605 Kurfürst Ernst von Bayern persönlich die Grube besuchte. Allein 1612 brachte die Grube in zwei Quartalen 150 Reichstaler Kupferzehnt ein.
Während des Dreißigjährigen Krieges kam es zu Eigentümerwechseln. Außerdem sank die Fördermenge ab. Weiterverarbeitet wurde das Erz auf dem Esloher Hammer. Im Jahr 1651 kamen Teile der Grube an den Bergmeister Engelhardt. Dieser schilderte in seinem Bericht zur Lage der Bergwerke im Herzogtum Westfalen auch die Situation der Grube Rhonard als bester Sachkenner ausführlich. Insgesamt war der Zustand der Grube Alte Rhonard und die zugehörigen Aufbearbeitungsanlagen in Ordnung. Geklagt wurde über den niedrigen Kupferpreis. Bei anderen Gruben sah die Situation weniger gut aus. Bei der Grube der Nassen Brüder wurde über Kriegsauswirkungen, Geld- und Arbeitermangel geklagt. Bei anderen waren Probleme mit der Wasserhaltung aufgetaucht. Auch andere Investitionen waren nötig. Dagegen wurde die Grube Junger Rhonard wieder in Betrieb genommen.
Um 1668 berichtet Bergmeister Caspar Engelhardt über die Bergwerke im Erzstift Köln, darunter auch über die Rhonarder Gruben:

## Ära von Brabeck
Später hat der nachmalige Fürstbischof von Hildesheim Jobst Edmund von Brabeck, der von dem nicht allzu weit entfernten Haus Letmathe stammte, den Gangzug erworben. Der genaue Zeitpunkt ist unklar. Diskutiert werden die Jahre 1674 oder 1684. Klar ist, dass er von Hildesheim aus systematisch den Ausbau seiner montanindustriellen Besitzungen betrieb. In diesem Unternehmenskonglomerat spielte der Rhonardzug eine wichtige Rolle. Als Verwalter für diesen wie auch für die Stachelauer Hütte stellte er Johann Wilhelm Freusberg ein, der später auch mit der früheren Eigentümerfamilie Engelhardt verschwägert war.
Während der Zeit, in der die von Brabecks im Besitz des Bergwerks waren, blühte der Bergbau am Rhonardberg wieder auf. Aus dem Franziskanerkloster Attendorn stammt ein Loblied auf den Fürstbischof aus dem Jahr 1700, in dem auch auf den Bergbau eingegangen wurde. Danach waren dort achtzig Bergleute und dreiundvierzig Scheidejungen beschäftigt. In der Woche wurde eine Tonne Schießpulver zum Sprengen und achtzig Pfund Kerzen als Geleucht benötigt. Für die Aufarbeitung des Erzes durch die Scheidejungen gab es verschiedene Gebäude über Tage. Unterhalb der Gruben lag nach einer Karte von 1787 ein Waschhaus, die Erzwäsche und eine Anlage zum Erzrösten.
Aus einem späteren Bericht ist bekannt, dass die Jahre zwischen 1719 und 1724 problematisch waren, weil die vorhandene Wasserkunst mit der Wasserhaltung in der Tiefe nicht fertig wurde. Daher wurde nur im Alten Mann gefördert. Im Jahr 1730 wurde im Stachelauer Seitental ein Wasserlösungsstollen aufgefahren, der Wasser der Grube löste. Da der Stollen aber nicht die Teufe einbrachte, die das Gesenk bereits hatte, wurde mit dem Bau einer neuen Wasserkunst begonnen. Diese war wie die erste Kunst der Grube über Tage angelegt und schob ihr Kunstgestänge durch den neu erbauten Stollen. In der Beschreibung von Bergwerken in aller Welt von Franz Ernst Brückmann (Magnalia dei …) von 1732 fand die Rhonard als eines der wenigen Bergwerke der Region Erwähnung. Darin hieß es: „… hat ein uraltes reiches Kupffer-Bergwerk, die Ronart genannt.“ Zwischen 1760 und 1765 wurde schließlich eine neue Wasserkunst, komplett unter Tage, errichtet. Die Investitionssumme für den damaligen Eigentümer Jobst Edmund (III.) von Brabeck soll bei 25.000 Reichstalern gelegen haben. Sie war in der Lage, das Grubenwasser vierzig Lachter nach oben zu befördern. Im Jahr 1762 soll als Hilfe beim Antrieb der Wasserkunst eine Windmühle gebaut worden sein. Dies wird allerdings in der Lektüre "Die Wasserwirtschaft des Kupferbergwerks Rhonard" von Mario Watzek und Oliver Glasmacher für die Grube Rhonard nahezu ausgeschlossen.
Zur Zeit des Faktors Weber (ab 1770), der auch detaillierte Berichte hinterließ, nahm der Bergbau weiter an Bedeutung zu. Auch die Ausbeute wurde gesteigert. Aus hundert Pfund Erz hatte man zuvor etwa 2,5 Pfund Kupfer gewonnen. Nun waren es 3,5 Pfund. In dieser Zeit entwickelten sich die Gruben zu einem nach den Verhältnissen der Zeit ausgesprochenen Großbetrieb. Es waren dort zeitweise 130 Menschen tätig. Davon waren 32 über Tage beschäftigt.
Im Jahr 1786 stieß man auf eine große Wasserader. Wieder wurde die Wasserhaltung zu einem großen Problem. Es wurde ein 1,5 Kilometer langer Stollen zur Entwässerung gebaut. Die Kosten dafür waren so hoch, dass der damalige Besitzer Moritz von Brabeck mit Erfolg den Erlass der Zehnten für zehn Jahre bei der Bergverwaltung beantragte. Die Zubuße hätte zwischen 1788 und 1799 bei mehr als 28.000 Reichstalern gelegen. Durch den Bau des Tiefsten Stollens wurde die Grube zu einer Tiefbauzeche. Ein von dem Stollen abgehendes Kunstgesenk erreichte eine Teufe von 176 m. Im Jahr 1794 besaßen die von Brabeck vier Bergwerke am Rhonardberg. Dies waren die alte und neue Rhonard, der Nasse-Brüder-Schacht und der Zänker. Im Jahr 1808 waren die Gruben zusammengefasst in „Rhonard mit ihren Nebenlehen im Hangenden.“ Darin nicht enthalten war die Grube Zänker. Diese lag am Weg von der Stachelauerhütte nach Neuenkleusheim.
Das Oberbergamt Bonn gab Ende des 19. Jahrhunderts an, dass mit zwei Krummöfen und einem Garherd in der Zeit, als die Gruben im Besitz derer von Brabeck waren, für 150.000 Mark Kupfer produziert worden wäre. Zu dieser Zeit gab es den oberen Stollen, genannt Fahrstollen. Dieser hatte 147 m im Liegenden seinen Ansitzpunkt und fuhr 418 m lang auf den Hauptgang auf. Der tiefe Stollen setzte in dem östlich der Stachelauer Hütte liegenden Seitental an, war 1594 m lang und stand mit dem Hauptgang in Verbindung. Der Förderschacht ging in Absätzen in eine Gesamtteufe von 205 m nieder. Hinzu kamen der Kettenschacht und der Nasse-Brüder-Schacht.

## 19. und 20. Jahrhundert
1805 ließ Graf von Brabeck die Künste stillstehen, da die Wasserhaltungskosten sowie die Betriebskosten nicht mehr im Verhältnis zur Ausbeute standen. Die Grube soff ab. Von 1805 bis 1807 verpachtete er die Grube an seinen Faktor Weber aus Stachelau. Im Jahr 1809 verkauften die von Brabecks die Grube an selbigen. In dieser Zeit galten die Gruben allerdings schon als weitgehend ausgebeutet. Es wurden mit etwa zehn bis zwölf Mann vor allem die Schlackenhalden abgebaut. Dabei wurde vor allem Eisenerz gewonnen, das beim alten Bergbau nur wenig interessiert hatte. Im Jahr 1816 wollte eine neue Gewerkschaft erneut Kupfer abbauen. Diese war wenig erfolgreich. Die Gewerkschaft Neue Rhonard erwarb 1821 die Gruben. Da kein Abbau erfolgte, wurden 1828 die Rechte wieder verliehen. Der neue Besitzer baute erst ältere, leicht zugänglich Erze ab, ehe er 1850 zum Abbau unter der tiefsten Stollensohle überging. Im Jahr 1853 wurden die Gruben an eine englische Bergbaugesellschaft „Rhenish Mining Company“ später in „Rheinische Bergbaugesellschaft“ umbenannt, verkauft. Für einige Jahre wurden zahlreiche Maßnahmen durchgeführt. Hauptsächlich wurden Aufschlussarbeiten durchgeführt. Da die dabei gewonnenen Erze sich als nicht absetzbar erwiesen, wurden die Grube 1887 an die Finnentroper Hütte verkauft. Nachdem sie längere Zeit nur eingeschränkt fortgeführt worden war, erlebte der Betrieb einen weiteren kurzen Aufschwung. Im Jahr 1873 wurde daneben ein Röstofen von einem Unternehmer aus Krombach erbaut, der aus dem Haldengestein Eisen gewann. Der Bergbau wurde 1890 dann völlig eingestellt.
Etwas anders verlief die Entwicklung der Grube Neue Rhonard. Diese wurde 1858 verkauft. Bei der Analyse von rotem abfließenden Wasser zeigte sich ein hoher Zinnobergehalt, d. h. Quecksilbersulfid. Es wurden verschiedene Aufschlussarbeiten ausgeführt, ehe man 1863 auf Zinnobererz stieß. Die Förderung von Quecksilber erreichte in den folgenden Jahren ihren Höhepunkt. Zur Verarbeitung wurden auf der Stachelauer Hütte spezielle Öfen errichtet. Die Förderung stieg 1864 auf 159 t und brachte einen Erlös von 10875 Mark ein. Sie betrug 1865 noch 269,7 t (6327 Mark), danach ging sie aber schnell zurück. 1878 wurde der Abbau eingestellt. Ab 1912 wurde die Grube Neue Rhonard zur Gewinnung von rotem Farbstoff zeitweise wieder betrieben. Im Jahr 1922 wurden 340 Tonnen gefördert.